# Gaultheria shallon
Gaultheria shallon là một loài thực vật có hoa trong họ Thạch nam. Loài này được Pursh mô tả khoa học đầu tiên năm 1813.
Đây là loài bản địa phía tây Bắc Mỹ. 

## Mô tả
Gaultheria shallon cao từ 0,2-5 mét (0,66-16,40 ft), mọc bò đến đứng thẳng. Là cây thường xanh, lá hình quả trứng dày cứng sáng bóng và màu xanh đậm trên bề mặt phía trên, và thô và nhạt màu hơn ở mặt dưới. Mỗi lá răng cưa mịn và sắc dài từ 5 đến 10 cm (2,0-3,9 inch). Cụm hoa bao gồm một chùm bracteate, một mặt, với 5-15 hoa ở hai đầu của các nhánh.

## Dược tính
Gaultheria shallon đã được sử dụng do có đặc tính chữa bệnh đã được dân bản địa tại địa phương trong nhiều thế hệ. Việc sử dụng thuốc của nhà máy này không được biết đến hoặc được sử dụng rộng rãi. Tuy nhiên, lá cây này có một chất có tác dụng làm se làm cho nó một loại thảo dược chống viêm và chống chuột rút hiệu quả. Người ta bỏ lá trong trà hoặc rượu, và có thể uống để giảm viêm nội bộ chẳng hạn như viêm bàng quang, dạ dày hoặc tá tràng viêm loét, ợ nóng, khó tiêu, viêm xoang, tiêu chảy, sốt vừa phải, viêm / kích thích cổ họng, và đau bụng kinh. Một thuốc đắp lá có thể được sử dụng bên ngoài để giảm đau do côn trùng đốt.

## Hình ảnh

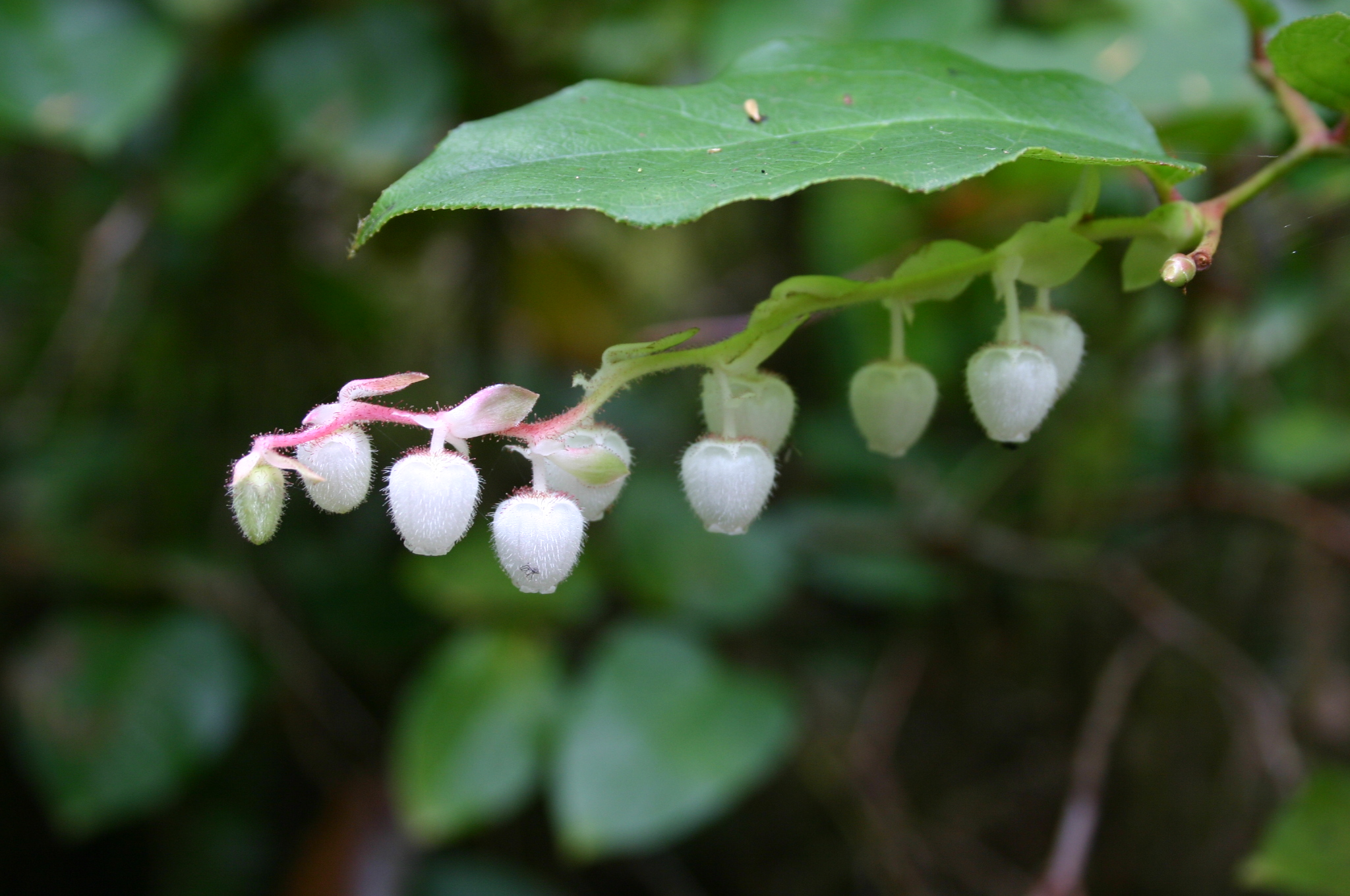
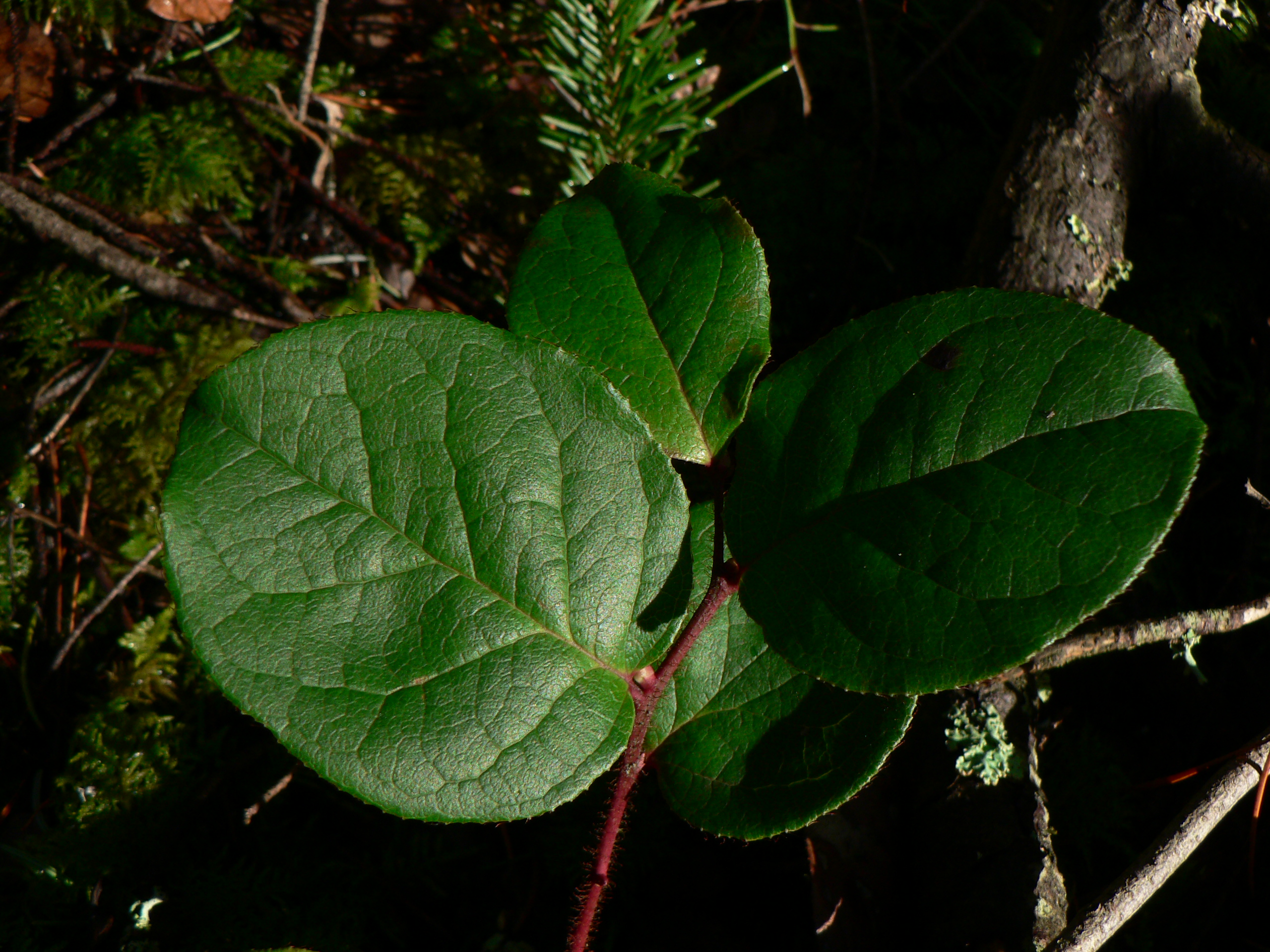
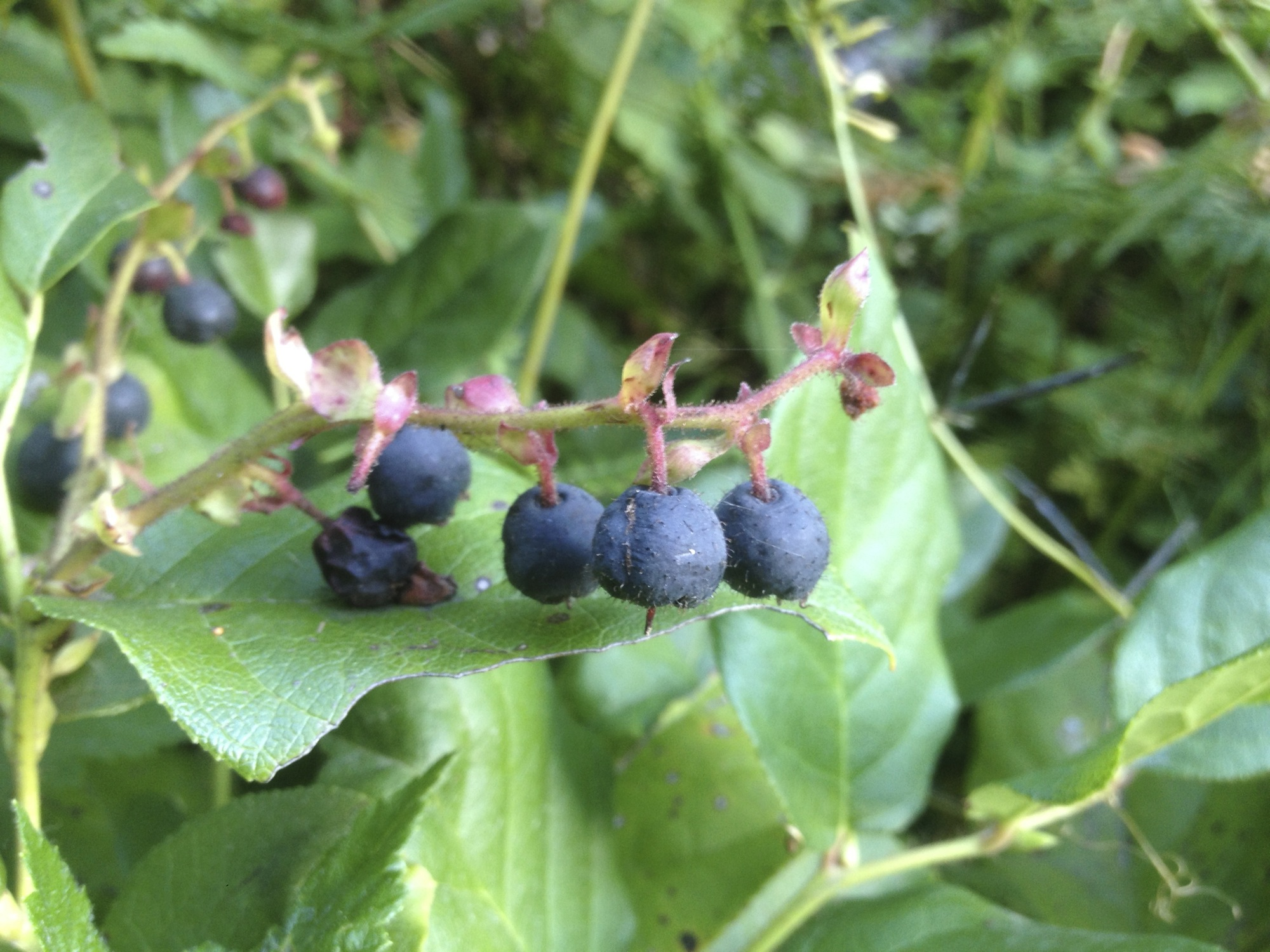
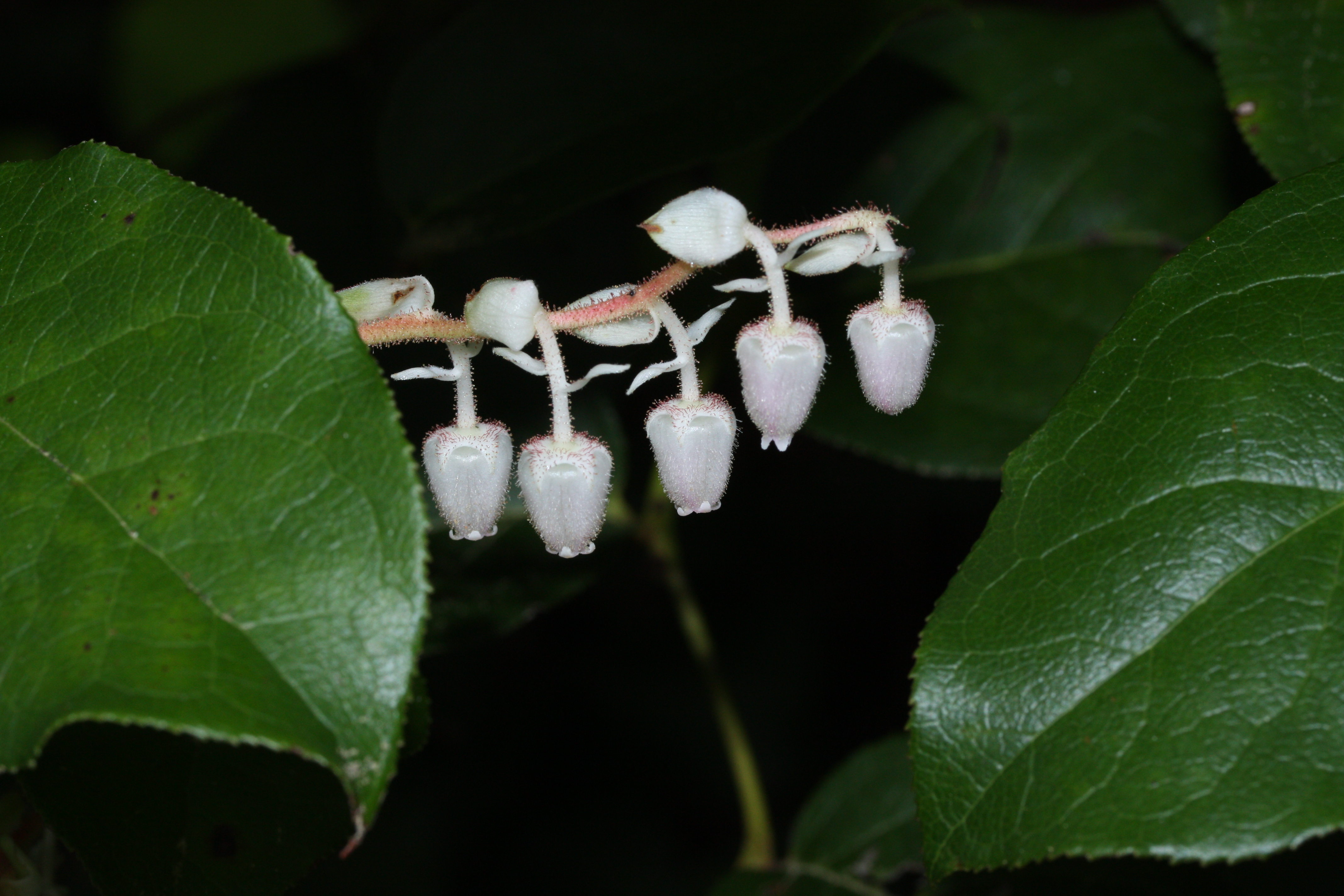